# Sluka americká
Sluka americká (Scolopax minor) je malý zavalitý bahňák z čeledi slukovitých. Dorůstá 26–30 cm a má ochranné hnědé, černé a šedé opeření. Žije v mokřadech, vlhkých houštinách, lesích a na zemědělsko-lesních půdách na rozsáhlém území východní poloviny Severní Ameriky, kde je tažná. Je aktivní především za soumraku a v noci. Živí se různými bezobratlými, jakými jsou např. žížaly, hmyzí larvy, hlemýždi, stonožky, pavouci, brouci nebo mravenci, v malé míře požírá též semena. Mělké, dobře ukryté hnízdo staví na zemi a následně do něj klade 3–4 vejce, na jejichž 20–22 denní inkubaci se podílí pouze samice. Mláďata jsou prekociální a hnízdo opouští jen několik hodin po vylíhnutí. Při ohrožení znehybní a spoléhají přitom na své výborné ochranné zbarvení. Odstavena jsou pak asi po 5 týdnech.